# 1494 〜Julia's Best Selection〜
『1494 〜Julia's Best Selection〜』（いちよんきゅうよん ジュリアズ・ベスト・セレクション）は松田樹利亜の1枚目のベスト・アルバム。

## 概要
新曲「はりさけそうな想い」含む初のベスト・アルバム。2曲収録された1997年バージョンは月光恵亮が編曲に参加したもの。「1494」とはデビュー日からの日数のことを示す。

## 収録曲
1. 抱きしめても止まらない（1997 ver.）
作詞：田村直美　作曲：Joey Carbone・Jeff Carruthers・Mike Egizi　編曲：月光恵亮・須貝幸生・横関敦
2. だまってないで（1997 ver.）
作詞：松田樹利亜　作曲：石川寛門　編曲：月光恵亮・神長弘一・須貝幸生
3. FOREVER DREAM
作詞：田村直美　作曲：Joey Carbone・Dennis Belfield　編曲：神長弘一・須貝幸生
4. 千のナイフ、千の瞳（remix）
作詞：松田樹利亜・みかみ麗緒　作曲：石川寛門　編曲：神長弘一・須貝幸生
5. 視線の挑発
作詞：田村直美　作曲：Joey Carbone・Teddy Castelluchi　編曲：神長弘一・須貝幸生
6. つかみ切れない愛だってあってもいいじゃない（remix）
作詞：松田樹利亜　作曲：上野圭市　編曲：神長弘一・須貝幸生
7. マイ・フレンド
作詞：松田樹利亜　作曲：Joey Carbone　編曲：神長弘一・須貝幸生
8. NEVER MIND
作詞：松田樹利亜　作曲：Joey Carbone　編曲：神長弘一・須貝幸生
9. 瞳を閉じていても（new vocal ver.）
作詞：みかみ麗緒　作曲：佐々木真理　編曲：神長弘一・須貝幸生
10. 月下美人
作詞：松田樹利亜　作曲：Joey Carbone・Dennis Belfield　編曲：神長弘一・須貝幸生
11. この世界のどこかで
作詞：吉江阿季　作曲：松田樹利亜・月光恵亮　編曲：月光恵亮・神長弘一・鷹羽仁
12. はりさけそうな想い
作詞：松田樹利亜　作曲：上野圭市　編曲：神長弘一・鷹羽仁
13. NAKED LOVE AGAIN
作詞：松田樹利亜　作曲：菅原サトル　編曲：月光恵亮・大里正毅

## レコーディング参加
- 神長弘一 - ギター
- 北島健二（FENCE OF DEFENSE） - ギター
- 横関敦（THE SLUT BANKS） - ギター
- 坂井紀雄 - ベース
- 須貝幸生 - ベース
- 関雅夫 - ベース
- 山田亘（FENCE OF DEFENSE） - ドラム
- 鷹羽仁 - キーボード
- 前野知常 - キーボード
- 仁科かおり - コーラス